# ماري إيدي كيدر
ماري إيدي كيدر (بالإنجليزية: Mary Eddy Kidder)‏ هي مُدرسة ومبشرة أمريكية، ولدت في 31 يناير 1834 في واردسبورو في الولايات المتحدة، وتوفيت في 25 يونيو 1910 في Hirakawachō ‏ في اليابان.